# Port lotniczy Ruinas de Copan
Port lotniczy Ruinas de Copan (IATA: RUY, ICAO: MHRU) – krajowy port lotniczy zlokalizowany w honduraskim mieście Ruinas de Copan.